# Lauflichtprogrammierung

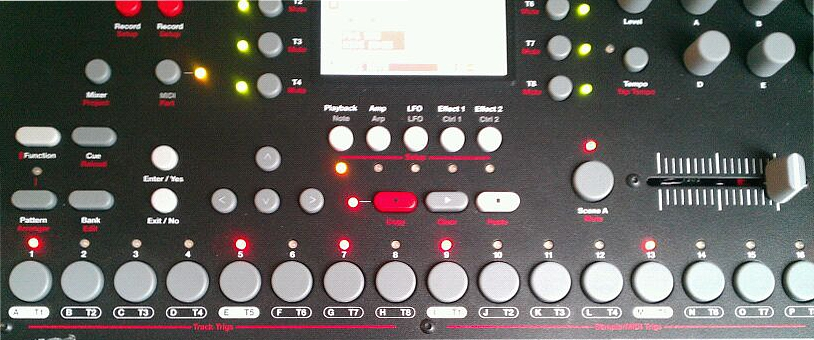
Beispiel einer Lauflichtprogrammierung mit dem Elektron Octatrack

Lauflichtprogrammierung beschreibt in der Musikproduktion eine Methode der Programmierung eines Drumcomputers, bei der dem Benutzer für jede Zählzeit eines Taktes ein Taster mit Leuchtanzeige zur Verfügung steht. Diese Taster sind in der Regel in einer Reihe angeordnet. Wenn das Gerät gestartet wurde, zeigt es jeden Taktschlag durch kurzes Aufblitzen der zur Zählzeit gehörigen Lampe an, daher der Name „Lauflicht“.
Die Taster dienen zur Eingabe des Rhythmusprogrammes. Das ist ein Schema, in dem Zählzeiten und Rhythmusklänge je nach Bedarf einander zugeordnet werden. Die Leuchtanzeigen stellen diese Zuordnung dar, und zwar durch Dauerlicht, so dass man es von dem genannten Aufblitzen unterscheiden kann.
In einem einfachen Fall beschränkt sich der Grundschlag auf Sechzehntelnoten und die Taktart auf 4/4, so dass das Gerät 16 Taster und Lampen benötigt. Viele Geräte haben diese Taster- und Lampenanordnung, verwenden sie jedoch auch für ihre zusätzlichen Möglichkeiten mit, also unter anderem für die Darstellung anderer Taktarten. Bei einem 3/4-Takt etwa werden nur je 12 der 16 Taster und Lampen benutzt.
Das Konzept der Lauflichtprogrammierung findet sich ähnlich auch bei Step-Sequenzern und Grooveboxen.